# Вертикальне електричне зондування
Вертика́льне електри́чне зондува́ння (англ. vertical electrosounding; нім. elektrisches Seigersondieren) — метод електричної розвідки, що базується на дослідженні залежності напруженості постійного електричного поля від відстані між двома заземленими (полярними) електродами та точкою вимірювання (розносу установки). При малих розносах (до 1-2 км) поле в точці спостереження залежить від будови верх. частини геологічного розрізу (глиб. до дек. сотень м), при великих розносах (до дек. десятків км) зростає вплив горизонтів глибиною до дек. км. Результати вертикального електричного зондування представляють у вигляді графіків залежності уявного опору від розносів установки. Для простих розрізів з пластами, що залягають горизонтально або похило геологічне тлумачення проводиться шляхом порівняння отриманих кривих з теоретичними, розрахованими для розрізів з заданими потужностями шарів та їх питомими опорами. У результаті інтерпретації отримують дані про товщину, питомий опір та ін. кількісні характеристики шарів. При вивченні складних розрізів з крутоспадними поверхнями розділів гірських порід тлумачення результатів має якісний характер і зводиться до виявлення геол. структур, визначення їх планового положення, напряму падіння та ін.